# Phaulopsis lankesterioides
Phaulopsis lankesterioides là một loài thực vật có hoa trong họ Ô rô. Loài này được (Lindau) Lindau miêu tả khoa học đầu tiên năm 1897.